# 西尔斯哈
西尔斯哈（Sirsha），是印度西孟加拉邦Barddhaman县的一个城镇。总人口5215（2001年）。

## 人口
该地2001年总人口5215人，其中男性2905人，女性2310人；0—6岁人口625人，其中男320人，女305人；识字率66.29%，其中男性为75.25%，女性为55.02%。